# Archaeopress
Archaeopress est une maison d'édition d'ouvrages archéologiques, basée à Oxford, au Royaume-Uni.
L'entreprise publie dans plusieurs collections, telles que Archaeopress Archaeology, British Archaeological Reports (en) (BAR, en français Rapports Archéologiques Britanniques), Proceedings of the Seminar for Arabian Studies (PSAS, en français : Débats du Séminaire d'Études Arabes), et Antiguo Oriente.
Elle siège à l'adresse Gordon House, 276 Banbury Road (en), Oxford OX2 7ED.